# Plutopopulisme

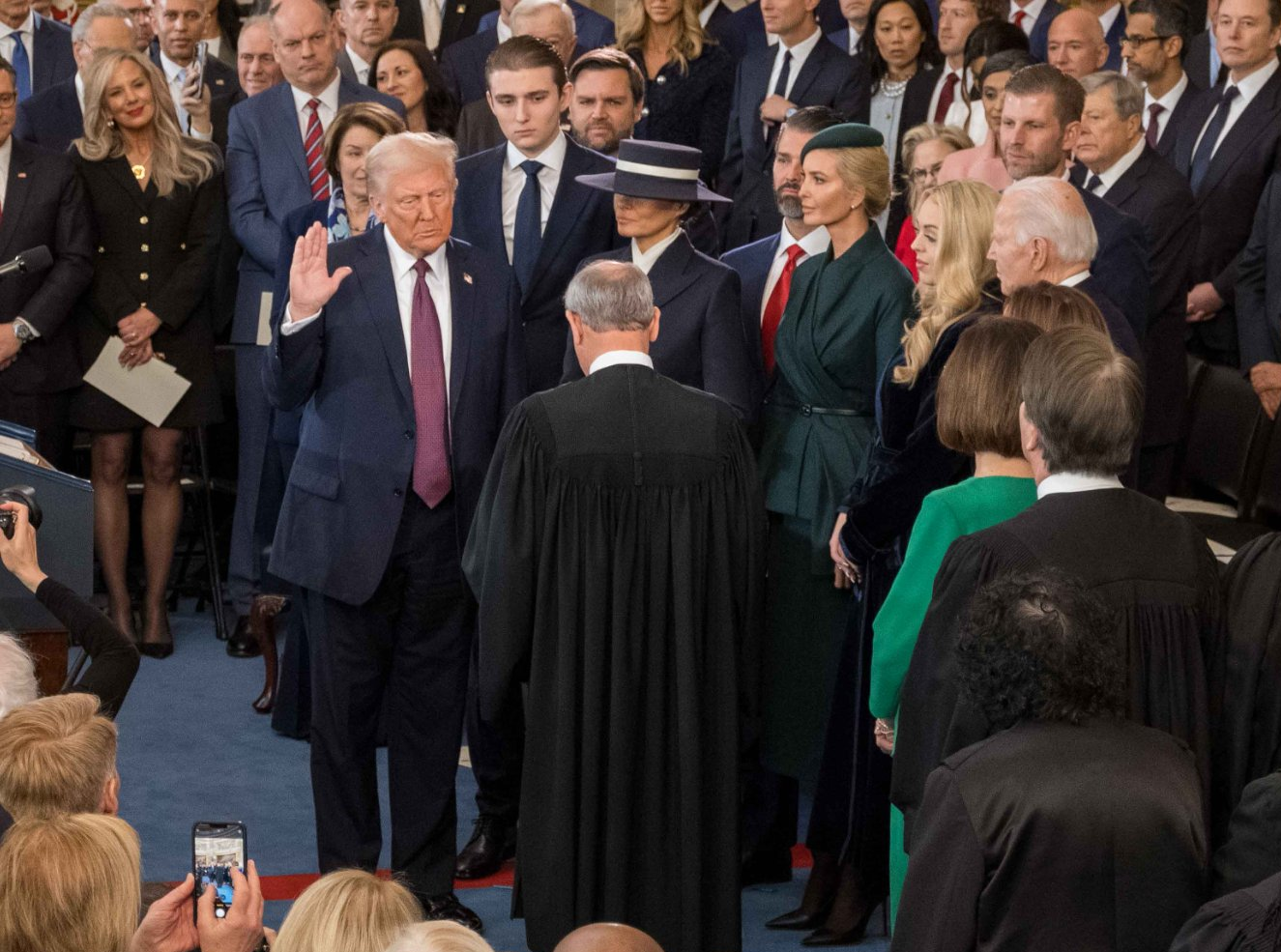
Trumps inauguratie in 2025. In de rechter bovenhoek is Elon Musk te zien, links van hem Sundar Pichai, links van Pichai Jeff Bezos en links van Bezos Mark Zuckerberg. Zij werden door Owen Jones (samen met Miriam Adelson) aangeduid als de plutocraten die profiteerden van Trumps regering

Plutopopulisme, ook wel plutocratisch populisme, is een term die door onderzoekers en journalisten wordt gebruikt om een politieke stroming te duiden die door gebruik van populisme de macht verwerft en zich vervolgens opstelt als een plutocratie. De term plutopopulisme is dan ook een porte-manteauwoord dat verwijst naar beide politieke stromingen. De term wordt veelal gebruikt in connectie met Donald Trump en dan met name diens tweede regering.

## Geschiedenis
Hoewel de term plutopopulisme vaak in de context van Donald Trump wordt gebruikt, is het geen term die gebruikt wordt door aanhangers van het Trumpisme. De term wordt eerder door onderzoekers en journalisten gebruikt die reflecteren op het de Make America Great Again-beweging. Econoom Martin Wolf was de eerste die in zijn boek The Crisis of Democratic Capitalism (2023) (vertaalt als De Crisis van het Democratisch Kapitalisme (2023)) deze "politieke strategie van een bepaalde bovenlaag" beschreef en de term koppelde aan Trumpisme. Filosoof Noam Chomsky gebruikte het woord vervolgens in navolging van Wolf en vatte Wolfs betekenis samen als: "een doctrine die maatregelen oplegt die plutocraten bevoordelen, vergoelijkt door populistische retoriek."
Echter was dit niet de eerste keer dat het verschijnsel werd beschreven. In 2017 beschreef politicoloog Paul Pierson een verschijnsel dat hij toen nog omschreef als 'de vreemde samenvoeging van populisme en plutocratie'. Twee jaar later zou Pierson een tweede artikel schrijven, nu in samenwerking met politicoloog Jacob Hacker. Ook in dit artikel, met de titel Plutocrats with Pitchforks:  The Distinctive Politics of Right-Wing Populism in the United States, ging Pierson wederom uit van Amerikaanse exceptionaliteit. Het begrip plutopopulisme werd echter voor het eerst in 2008 gebruikt door onderzoeker Chris Baker, die de term gebruikte om de opkomst van Thaksin Shinawatra te beschrijven en overeenkomsten zag met regeringen in het Latijns-Amerika van de jaren 1980 en 1990 en dan vooral Alberto Fujimori's regering. Baker zag het plutopopulisme dan ook expliciet niet als een verschijnsel dat zich enkel in Amerika voordeed.

## Voorbeelden
De wijze waarop verschillende onderzoekers plutopopulisme omschrijven verschilt aanzienlijk van de ene tot de andere onderzoeker. Toch komen elementen van populisme telkens terug, net als de neiging om de macht op niet democratische wijze te bestendigen.

### Peru en Thailand
Baker herkende in Fujimori en Shinawatra overeenkomsten voor de wijze waarop zij populisme inzetten in hun politiek om een autocratie te stichten. Fujimori was een buitenstaander binnen de politiek en had een razendsnelle opkomst, die hij consolideerde met het versterken van het sociale vangnet. Ook Shinawatra begon zijn politieke carrière pas later; in eerste instantie was hij een zakenman die de economie na de crisis van 1997 wilde versterken. Hij zette zich tijdens zijn regering sterk af tegen de bestaande politieke elite en regelde goedkopere gezondheidszorg. Hij zou in 2006 met een coup afgezet worden; de middenklasse had zich door zijn sterk op de lagere klasse gerichte populisme van hem afgekeerd. Fujimori had zes jaar eerder Peru al ontvlucht; hij werd beschuldigd van corruptie en probeerde na een vlucht naar Japan zijn ontslag in te dienen. De regering weigerde en ontsloeg hem na een stemming. Hij zou later een gevangenisstraf uitzitten voor de daden tijdens zijn regering.

### Trumpisme
Veel meer nog dan bij Fujimori en Shinawatra, zien we bij Trump naast het populisme plutocratische elementen terug. Net als Shinawatra en Fujimori stelde Trump zich op als buitenstaander en net als Shinawatra zette hij zich in het begin fel af tegen de (politieke) elite, waar hij zelf toe behoorde. De kring die hij rond zichzelf verzamelde bestond uit een grote groep extreem rijke mensen, met als toppunt Elon Musk, in 2025 de rijkste man van de wereld. Waar de Peruaanse en Thaise plutopopulisten zich vooral populair maakten door onder meer het goedkoper maken van de gezondheidszorg, richtte Trum zich vooral op de strijd tegen 'woke'. Op economisch gebied bevoordeelde hij echter de plutocraten; zij kregen een belastingverlaging via de Big Beautiful Bill, terwijl de gebruikelijke doelgroep van een populist, de armere bevolking, er extreem op achteruit ging op onder meer het gebied van gezondheidszorg.